# Foyer ectopique
 (février 2023).
Si vous disposez d'ouvrages ou d'articles de référence ou si vous connaissez des sites web de qualité traitant du thème abordé ici, merci de compléter l'article en donnant les références utiles à sa vérifiabilité et en les liant à la section « Notes et références ».

Conduction électrique anormale due à des foyers ectopiques ventriculaires. Une illustration du foyer ectopique près des muscles papillaires dans le ventricule gauche

L’automatisme cardiaque peut présenter diverses anomalies. Ainsi, on parle de foyer ectopique lorsque l’excitation prend sa source ailleurs que dans le nœud sinusal. Des extrasystoles peuvent alors se produire.